# 이상민 (희극인)
이상민(1981년 8월 17일~)은 대한민국의 희극인, 가수이다. 이상호와 쌍둥이 형제이기도 하다. 그의 아버지는 전직 무소속 대전 중구 의회 의장인 이운우이며, 2000년 연극 무대에서 처음 데뷔한 이상민은 2006년 KBS 개그맨 공채 합격 후, 개그맨들이 뭉친 개그돌그룹 '지존 (G-Zone)'의 멤버로 활동했다.

## 학력
- 대덕전자기계고등학교 졸업
- 목원대학교 체육학과 학사

## 출연 작품
- 《전설의 고향》 (KBS2)
- 《개그콘서트》 (KBS2)

〈사랑이 팍팍〉
〈헬스보이〉
〈씁쓸한 인생〉
〈풀옵션〉
〈같기도〉
〈이.개.세 (이 개그맨들이 사는 세상)〉
〈시간여행〉
〈슈퍼스타KBS〉뽕 브라더스 역
〈그땐 그랬지〉
〈테러 진압 아이리스〉
〈Mr. 뺀〉
〈둥이 딩이〉
〈복두신권〉
〈비굴한 거리〉
〈풀하우스〉
〈발레리NO〉
〈댄수다〉신영의 남자친구 역
〈짐승들〉
〈꺾기도〉쌍두사 역
〈미스테리 극장〉
〈친절한 아저씨〉
〈피곤한 가족〉
〈전국구〉
〈막말자〉
〈불편한 진실〉
〈전설의 레전드〉쌍둥이 자매 역
〈덤 앤 더머 Show〉
〈닭치高〉두 마리 치킨
〈그래 이거야〉
〈나미와 붕붕〉붕붕 역
〈웰컴 백 쇼〉더미 형제 역
〈괜찮아 괜찮아〉
〈다있show〉
〈빅 픽처〉
〈하이픽션 조선시대〉
- 《가족오락관》 (KBS1)
- 《개구쟁이 음악회》 (KBS2)
- 《해피선데이》 (KBS2)

〈1박2일〉2009년 시청자투어 편
- 《출발 드림팀 시즌2》 (KBS2)
- 《키친로드》 (Trend E)
- 《브레인 점프점프》 (대교어린이TV)
- 《도전 1000곡》 (SBS)
- 《우리동네 예체능》 (KBS2)
- 《한판만 시즌 3》 (온게임넷)
- 《푸른거탑 리턴즈》 (tvN)
- 《진짜 사나이》 (MBC)
- 《전국 톱 10 가요쇼》 (ubc)
- 2020.12.12. KBS 2TV 《트롯 전국체전》2회,<너나 나나>(진시몬),	7스타, 후보선수

## 홍보대사 활동
- 2008년 제1회 세계화장실의날 홍보대사
- 2012년 11월 한국스키장경영협회 홍보대사
- 2012년 헌혈 홍보대사

## 수상
- 2014년 제22회 대한민국문화연예대상 개그부문 우수상